# Zospeum tholussum
Espèce
Zospeum tholussum est une espèce d'escargots terrestres à respiration aérienne de type mollusque pulmoné (Pulmonata) du genre Zospeum. Ce gastéropode appartient à la famille des Ellobiidae. Cette espèce de petite taille vit essentiellement dans des grottes.

## Description
La coquille des Zospeum tholussum est très petite (1 à 2,5 mm de hauteur et 0,8 à 1,5 mm de large) et mince. Les Zospeum tholussum vivants ont une coquille transparente qui reçoit une couleur blanc laiteux après la mort.

## Découverte

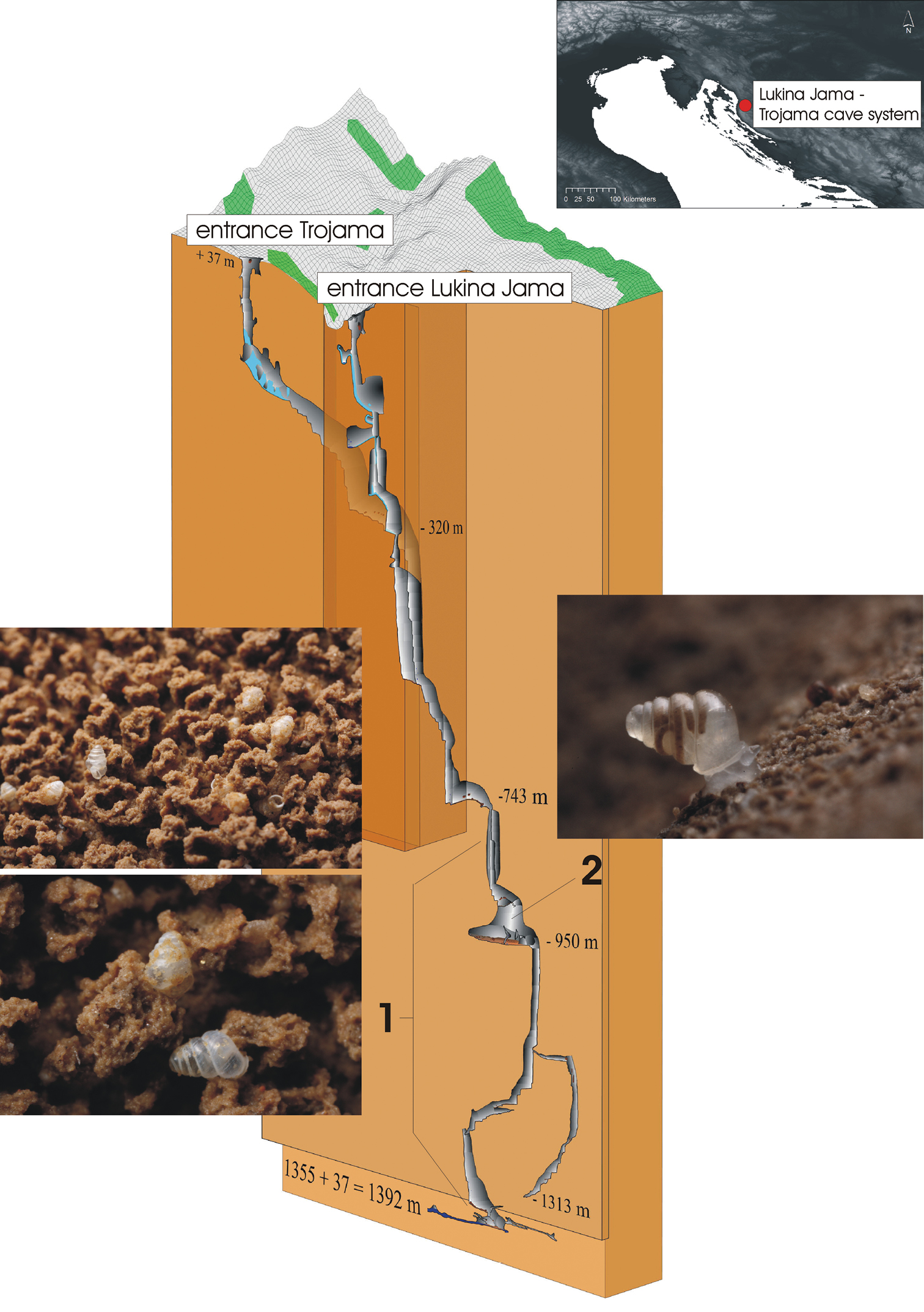
Coupe de la grotte de Lukina Jama–Trojama et localisation des découvertes du Zospeum tholussum.

Le Zospeum tholussum a été découvert en 2010 dans la grotte de Lukina Jama–Trojama située en Croatie dans le parc national de Sjeverni Velebit à une profondeur de 743 mètres à 1 392 mètres dans le massif de Velebit.
Le Zospeum tholussum a été décrit comme une nouvelle espèce en 2013 par le taxonomiste et malacologiste allemand Alexander Weigand (d),. La dénomination de cette espèce vient du latin "tholus" qui signifie « dôme » ou « coupole », se référant à la forme de dôme distinctif de la deuxième spire de la coquille. Neuf spécimens ont été déposés au muséum Senckenberg à Francfort-sur-le-Main en Allemagne. Huit d'entre eux n'étaient plus que des coquilles vides et furent étudiés par Alexander Weigand qui conclut à un nouveau paratype. L'un d'entre eux était brisé ce qui a permis au taxonomiste d'étudier la colonne centrale. Le neuvième spécimen était vivant et fut choisi comme holotype.

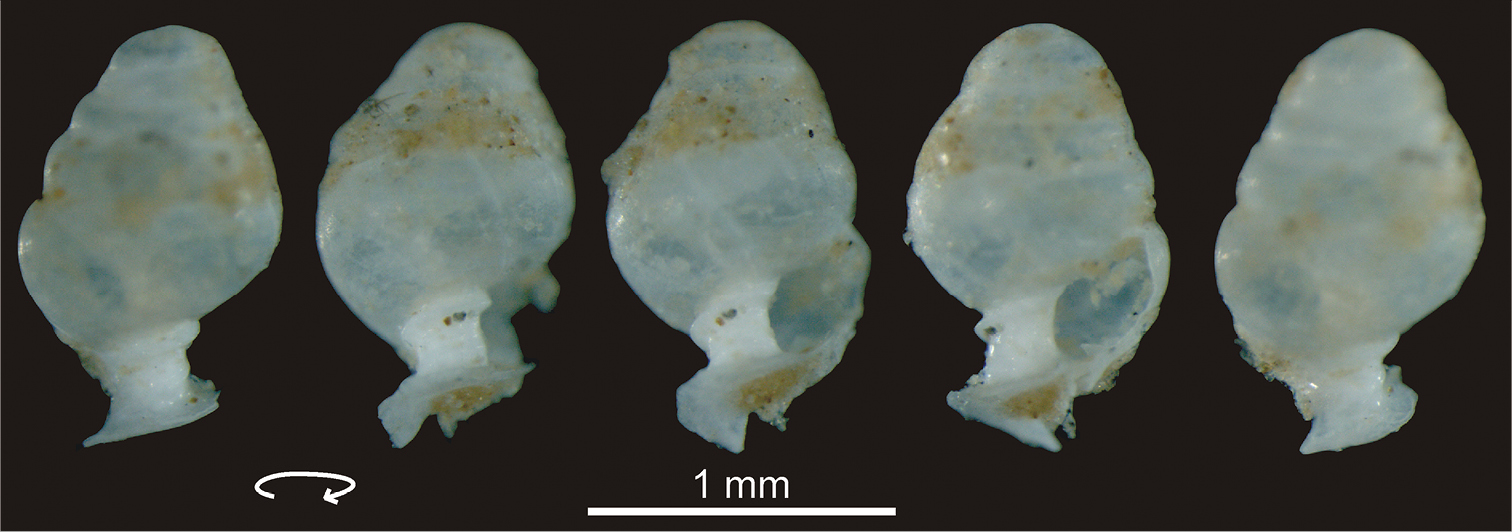
Différentes vues du Zospeum tholussum.

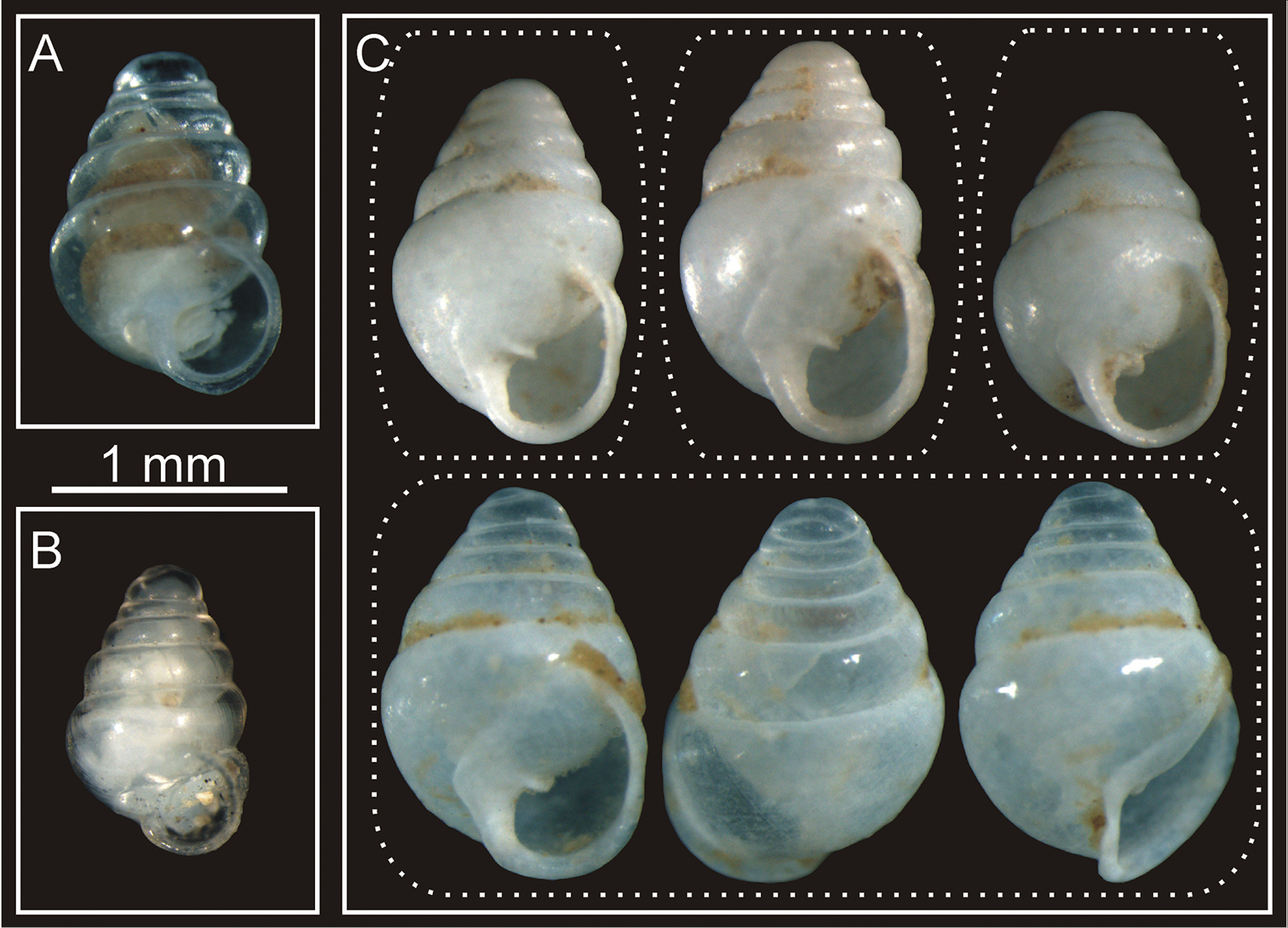
Zospeum tholussum (A et C) Zospeum pretneri (B) très proche génétiquement de l'autre espèce.

### Publication originale
- [2013] (en) Weigand, A. M., « New Zospeum species (Gastropoda, Ellobioidea, Carychiidae) from 980 m depth in the Lukina Jama–Trojama cave system (Velebit Mts., Croatia) », Subterranean Biology, vol. 11,‎ 2013, p. 45-53 (DOI 10.3897/subtbiol.11.5966).